# Hällberget
Hällberget är ett 642 meter högt berg i Offerdals socken, Krokoms kommun i Jämtland, på gränsen till Alsens socken. Ett naturreservat har inrättas för bergets topp och sydostsluttning.
En vandringsled från Storvallen i Kaxås söder om Hällsjön leder till bergets toppstuga. Från Hällbergets topp kan man se stora delar av Storsjöbygden och västra Jämtlands fjällvärld.
Inom området finns bl.a. Jämtlands största gran, 38 meter hög och med en omkrets på nära tre meter. Hällberget är även känt för bergsklättring.
Från 800-talet och fram till 1600-talet fångades vandringsälgar som vandrade från Hällsjön mot Alsensjön i ett stort fångstgropsystem söder om Hällberget. Detta fångstgropsystem, Glösasystemet, är över 3 km långt och består av ett stort antal fångstgropar.
Enligt en sägen bodde hövdingen Grot Jordaker och hans stigsmän på sydsluttningen av Hällberget. De överföll köpmän på vandring mellan Storsjöbygden och Norge. Denna sägen ingår bl.a. i romanen Den leende guden av Aksel Lindström.
På Hällberget finns ett s.k. ödesböle (ödegård), Prostböle. Prostböle är troligen identiskt med det tidigare Botböle, första gången omnämnt år 1531.

## Källor

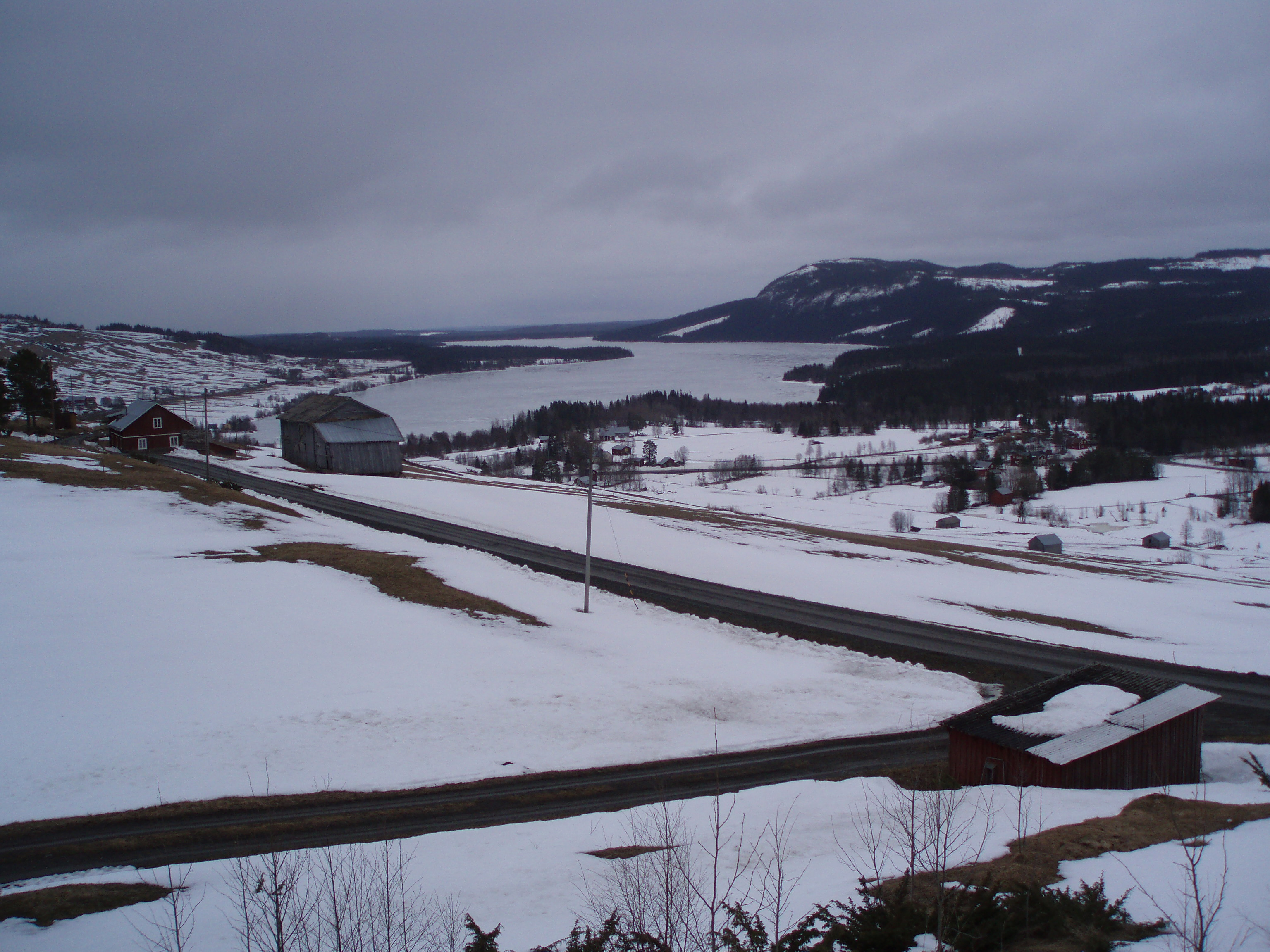
Hällberget sett från Åflo